# 陳啓礼
陳啓礼（ちん けいれい）は、台湾黒社会の構成員。竹聯幇初代幇主。幇主とは、台湾暴力団の組長、会長を意味する。

## 略歴
中国四川省広安市生まれ。1949年、両親と共に7歳で台湾に移住。当時の台湾は外省人と本省人が対立しており、外省人である陳啓礼は学校で度重なる虐めに遭った。これに屈せず本省人系の学生に対抗したことから、陳啓礼の名が知られるようになった。このことが、以後マフィアとなるきっかけとなった。
1955年、中和一帶の暴力団中和幇に参加して、周新徳と周榕の大老の引率の下でマフィアとして生活を始める。
1957年頃、幇主‧孫徳培が殺人罪を犯して入獄後、中和幇は内部分裂を起こし、中和幇の勢力は急激に衰退する。その際、大老趙寧が会議を開いて竹林聯盟（略称竹聯幇）を結成した。5つの分枝が設立され、陳は「鴨」の構成員に属することとなった。鴨の親分は周榕であった。
1962年、対立していた別の黒社会組織・四海幇が当局の取り締まりにより勢力を失った。その機会に乗じて陳啓礼は竹、葉、青などの竹聯幇構成員を連れて大規模な報復行動を展開し、四海幇の地盤を奪うことに成功する。これにより、陳啓礼の名は裏社会に知れ渡り、竹聯幇の中でも大きな権威を得た。
1968年4月、竹聯幇は陽明山で会議を開いて、勢力拡大に伴う組織の再編を行っている。陳は総堂主（相似総長の職）を担当する、竹聯幇の大親分となる。しかし、当時の竹聯幇はいくつかの勢力に分かれており、組織が統一されたわけではなかった。この時に陳は初代目幇主となったとされるが、実質的には1976年以降と考えられる。
1970年、構成員の陳仁が組織の金を横領し逃亡、更に警察への保護を求めるという事件が勃発する。陳仁は竹聯幇構成員によって殺害された。陳啓礼は殺害を舞台裏で指揮したという疑いにより、1972年に逮捕されて入獄する。
1976年、出獄した後は、堅気となりマフィアとの関係を断とうとする。しかし周囲からの要望を拒絶出来ず、再び表に立って竹聯幇を統合する。
1984年10月15日、陳啓礼、呉敦（総護法）、董桂森（忠堂堂主）は米国カリフォルニア州サンフランシスコで作家劉宜良（江南）を暗殺した。劉は即死だった。米国のFBIが即日捜査を開始し、犯行が台湾の暴力団竹聯幇の陳啓礼、呉敦、董桂森によるものであることを掴んだことで、米アメリカ政府は中華民国政府に陳啓礼らの身柄を引き渡すことを要求した。マスコミは、すでに陳が万一のことを防ぐために制作された録音テープを入手しており、これは中華民国政府の情報統治の人員による功績といわれている。
陳啓礼と呉敦は台湾に帰国後、政府に「一清特別案件」の名義で逮捕され、江南事件の容疑で台北にて、陳啓礼、呉敦、汪希苓は、殺人罪により無期懲役の判決を受け、公民権の終身剥奪を言い渡された。董桂森は海外に逃亡したが、ニューヨークでヘロインの取引に関わったとして、20年の監禁を言い渡され、後年米国連邦刑務所にて死刑を執行された。
1991年、陳は刑期満了により釈放された後に竹聯幇に戻る。後に組織犯罪防止条例で指名手配され、1996年にプノンペンに逃亡した。
2007年10月4日、膵臓癌のため香港の病院で死去した。